# Tectónica de placas

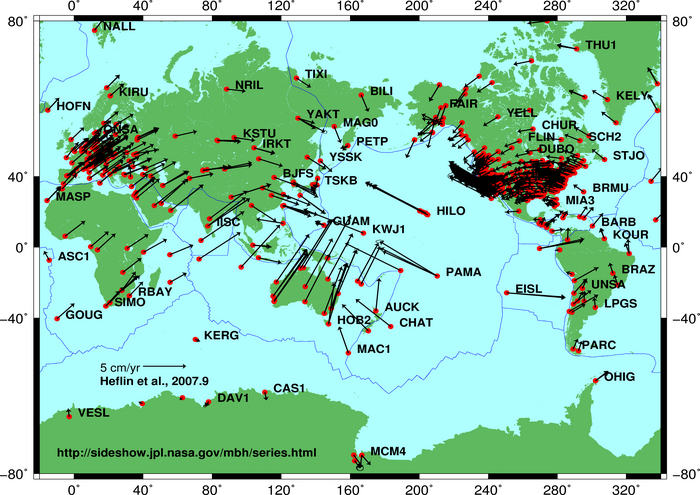
Vectores de velocidad de las placas tectónicas obtenidos mediante posicionamiento preciso GPS (NASA JPL).

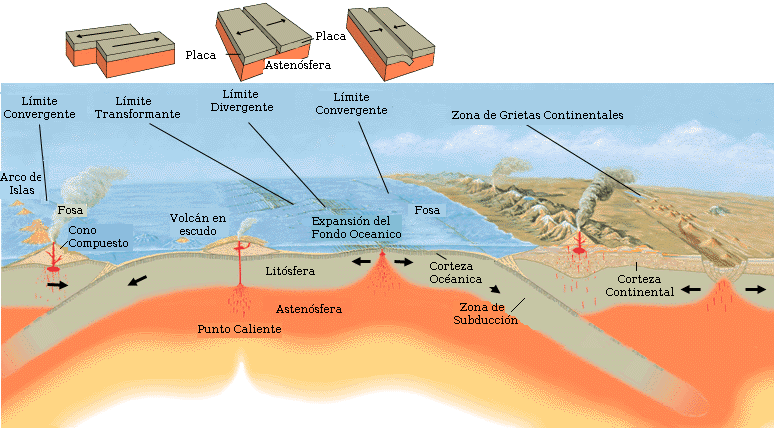
Estructuras litosféricas intervinientes en la tectónica de placas.

La tectónica de placas o tectónica global (del griego τεκτονικός, tektonicós, "el que construye") es una teoría que explica la forma en que está estructurada la litosfera (porción externa más fría y rígida de la Tierra). La rama de la Geología que se encarga de su estudio es la tectónica. 
La teoría da una explicación a las placas tectónicas que forman parte de la superficie de la Tierra y a los deslizamientos que se observan entre ellas en su movimiento sobre el manto terrestre fluido, sus direcciones e interacciones. También explica la formación de las cadenas montañosas (orogénesis). Asimismo, da una explicación satisfactoria al hecho de que los terremotos y los volcanes se concentran en regiones concretas del planeta (como el Cinturón de Fuego del Pacífico) o a la ubicación de las grandes fosas oceánicas junto a los arcos insulares y continentes y no en el centro del océano.
Las placas tectónicas se desplazan unas respecto de otras con relativa lentitud, a una velocidad nunca perceptible sin instrumentos, pero con tasas diferentes. La mayor velocidad se da en la dorsal del Pacífico Oriental, cerca de la Isla de Pascua, a unos 3400 km de Chile continental, con una velocidad de separación entre placas de más de 15 cm/año y la más lenta se da en la dorsal ártica, con menos de 2,5 cm/año. Dado que se desplazan sobre la superficie finita de la Tierra, las placas interaccionan unas con otras a lo largo de sus límites provocando intensas deformaciones en la corteza y litosfera de la Tierra, lo que ha dado lugar a la formación de grandes cadenas montañosas (por ejemplo las cordilleras de Himalaya, Alpes, Pirineos, Atlas, Urales, Apeninos, Apalaches, Andes, entre muchos otros) y grandes sistemas de fallas asociadas con estas (por ejemplo, el sistema de fallas de Anatolia del Norte). El contacto por fricción entre los bordes de las placas es responsable de la mayor parte de los terremotos. Otros fenómenos asociados son la creación de volcanes (especialmente notorios en el cinturón de fuego del océano Pacífico) y las fosas oceánicas. 
Las placas tectónicas se componen de dos tipos distintos de litosfera: la corteza continental, más gruesa, y la corteza oceánica, la cual es relativamente delgada. A la parte superior de la litosfera se la conoce como corteza terrestre, nuevamente de dos tipos (continental y oceánica). Esto significa que una placa litosférica puede ser continental, oceánica, o bien de ambos tipos, en cuyo caso se denomina placa mixta.
Uno de los principales puntos de la teoría propone que la cantidad de superficie de las placas (tanto continental como oceánica) que desaparecen en el manto a lo largo de los bordes convergentes de subducción está más o menos en equilibrio con la corteza oceánica nueva que se está formando a lo largo de los bordes divergentes (dorsales oceánicas) a través del proceso conocido como expansión del fondo oceánico. También se suele hablar de este proceso como el principio de la "cinta transportadora". En este sentido, el total de la superficie en el globo se mantiene constante, siguiendo la analogía de la cinta transportadora, siendo la corteza la cinta que se desplaza gracias a las fuertes corrientes convectivas de la astenosfera, que hacen las veces de las ruedas que transportan esta cinta, hundiéndose la corteza en las zonas de convergencia, y generándose nuevo piso oceánico en las dorsales. 
La teoría también explica de forma bastante satisfactoria la forma en que las inmensas masas que componen las placas tectónicas se pueden "desplazar", algo que quedaba sin explicar cuando Alfred Wegener propuso la teoría de la deriva continental, aunque existen varios modelos que coexisten: Las placas tectónicas se pueden desplazar porque la litosfera tiene una menor densidad que la astenosfera, que es la capa que se encuentra inmediatamente inferior a la corteza. Esto hace que las placas "floten" en la astenosfera y el magma líquido más caliente vaya hacia arriba y el más frío y denso hacia abajo, generando una corriente que mueve las placas. Las variaciones de densidad laterales resultan en las corrientes de convección del manto, mencionadas anteriormente. Se cree que las placas son impulsadas por una combinación del movimiento que se genera en el fondo oceánico fuera de la dorsal (debido a variaciones en la topografía y densidad de la corteza, que resultan en diferencias en las fuerzas gravitacionales, arrastre, succión vertical, y zonas de subducción). Una explicación diferente o complementaria se apoya en las diferentes fuerzas que se generan con la rotación del globo terrestre y las fuerzas de marea del Sol y de la Luna; sin embargo, la importancia relativa de cada uno de esos factores no está clara y es objeto de debate.[cita requerida]

## Placas tectónicas en el mundo
Actualmente existen las siguientes placas tectónicas en la superficie de la tierra con límites más o menos definidos, que se dividen en 15 placas mayores (o principales) y 43 placas menores (o secundarias).

### Las 15 placas mayores

Las 15 placas tectónicas mayores.

- Placa africana
- Placa antártica
- Placa arábiga
- Placa australiana
- Placa del Caribe
- Placa de Cocos
- Placa euroasiática
- Placa filipina
- Placa India
- Placa Juan de Fuca
- Placa de Nazca
- Placa norteamericana
- Placa del Pacífico
- Placa de Scotia
- Placa sudamericana

### Las 42 placas menores
- Placa de Altiplano
- Placa de Amuria
- Placa de Anatolia
- Placa de los Andes del Norte
- Placa Apuliana o Adriática
- Placa del Arrecife de Balmoral
- Placa del Arrecife de Conway
- Placa de Birmania
- Placa de Bismarck del Norte
- Placa de Bismarck del Sur
- Placa Cabeza de Pájaro o Doberai
- Placa de las Carolinas
- Placa de Chiloé
- Placa del Explorador
- Placa de Futuna
- Placa Galápagos
- Placa de Gorda
- Placa Iraní
- Placa de Juan Fernández
- Placa de Kermadec
- Placa de Manus
- Placa de Maoke
- Placa del Mar de Banda
- Placa del Mar Egeo o Helénica
- Placa del Mar de las Molucas
- Placa del Mar de Salomón
- Placa de las Marianas
- Placa Niuafo'ou
- Placa africana
- Placa de las Nuevas Hébridas
- Placa de Ojotsk
- Placa de Okinawa
- Placa de Panamá
- Placa de Pascua
- Placa de Rivera
- Placa de Sandwich
- Placa de Shetland
- Placa somalí
- Placa de la Sonda
- Placa de Timor
- Placa de Tonga
- Placa Woodlark
- Placa del Yangtsé

Mapa detallado que muestra las placas tectónicas con sus vectores de movimiento.

Se han identificado tres tipos de bordes: convergentes (dos placas chocan una contra la otra), divergentes (dos placas se separan) y transformantes (dos placas se deslizan una junto a otra).
La teoría de la tectónica de placas se divide en dos partes, la de deriva continental, propuesta por Alfred Wegener en la década de 1910, y la de expansión del fondo oceánico, propuesta y aceptada en la década de 1960, que mejoraba y ampliaba a la anterior. Desde su aceptación ha revolucionado las ciencias de la Tierra, con un impacto comparable al que tuvieron las teorías de la gravedad de Isaac Newton y Albert Einstein en la Física o las leyes de Kepler en la Astronomía.

## Causas del movimiento de las placas

Movimiento por convección.

El origen del movimiento de las placas está en unas corrientes de materiales que suceden en el manto, las denominadas corrientes de convección, y sobre todo, en la fuerza de la gravedad. La convección es una de las tres formas de transferencia de calor y se caracteriza porque se produce por intermedio de un fluido (aire, agua) que transporta el calor entre zonas con diferentes temperaturas. La convección se produce únicamente por medio de materiales fluidos. Éstos, al calentarse, aumentan de volumen y, por lo tanto, disminuyen su densidad y ascienden desplazando el fluido que se encuentra en la parte superior y que está a menor temperatura. Lo que se llama convección en sí, es el transporte de calor por medio de las corrientes ascendente y descendente del fluido. Las corrientes de convección se producen por diferencias de temperatura y densidad, de manera que los materiales más calientes pesan menos y ascienden, y los materiales más fríos son más densos, pesados, y descienden.
El manto, aunque es sólido, se comporta como un material plástico o dúctil, es decir, se deforma y se estira sin romperse, debido a las altas temperaturas a las que se encuentra, sobre todo el manto inferior.
En las zonas profundas el manto hace contacto con el núcleo, el calor es muy intenso, por eso grandes masas de roca se funden parcialmente y al ser más ligeras ascienden lentamente por el manto, produciendo unas corrientes ascendentes de materiales calientes, las plumas o penachos térmicos. Algunos de ellos alcanzan la litosfera, la atraviesan y contribuyen a la fragmentación de los continentes.
En las fosas oceánicas, grandes fragmentos de litósfera oceánica fría se hunden en el manto, originando por tanto unas corrientes descendentes, que llegan hasta la base del manto.
Las corrientes ascendentes y descendentes del manto podrían explicar el movimiento de las placas, al actuar como una especie de "rodillo" que las moviera.

## Antecedentes históricos

### Deriva continental
A finales del siglo XIX y principios del XX, los geólogos asumían que las principales características de la Tierra eran fijas y que la mayoría de las características geológicas, como el desarrollo de cuencas y cadenas montañosas, podían explicarse por el movimiento vertical de la corteza, descrito en lo que se denomina teoría geosinclinal. Generalmente, esto se colocó en el contexto de un planeta Tierra en contracción debido a la pérdida de calor en el transcurso de un tiempo geológico relativamente corto.
Ya en 1596 se observó que las costas opuestas del Océano Atlántico (aunque es más preciso hablar de los bordes de las plataformas continentales) tienen formas similares y parecen haber encajado en algún momento pasado. Desde entonces se propusieron muchas teorías para explicar esta aparente complementariedad, pero el supuesto de una Tierra sólida hizo que estas diversas propuestas fueran difíciles de aceptar.
El descubrimiento de la radiactividad y sus propiedades de calentamiento asociadas en 1895 impulsó un nuevo examen de la edad aparente de la Tierra. Esto se había estimado previamente por su tasa de enfriamiento bajo el supuesto de que la superficie de la Tierra irradiaba como un cuerpo negro. Esos cálculos habían implicado que, incluso si comenzara con un calor rojo, la Tierra habría caído a su temperatura actual en unas pocas decenas de millones de años. Armados con el conocimiento de una nueva fuente de calor, los científicos se dieron cuenta de que la Tierra sería mucho más antigua y que su núcleo todavía estaba lo suficientemente caliente como para ser líquido.

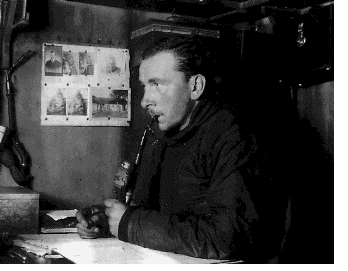
Alfred Wegener en el verano de 1912-13 en Groenlandia.

En 1915, después de haber publicado un primer artículo en 1912, Alfred Wegener presentó argumentos serios a favor de la idea de la deriva continental en la primera edición de El origen de los continentes y océanos. En ese libro (reeditado en cuatro ediciones sucesivas hasta la última en 1936), señaló cómo la costa este de América del Sur y la costa oeste de África parecían enacajar (de lo que ya se habían percatado anteriormente Benjamin Franklin entre otros).. Wegener no fue el primero en notar esto (Abraham Ortelius, Antonio Snider-Pellegrini, Eduard Suess, Roberto Mantovani y Frank Bursley Taylor lo precedieron, solo por mencionar algunos), pero fue el primero en reunir importantes evidencias fósiles, paleo-topográficas y climatológicas para apoyar esta simple observación (y fue apoyado en esto por investigadores como Alex du Toit). También tuvo en cuenta el parecido de la fauna fósil de los continentes septentrionales y ciertas formaciones geológicas. Wegener conjeturó que el conjunto de los continentes actuales estuvieron unidos en el pasado remoto de la Tierra, formando un supercontinente, denominado Pangea. Además, dado que los estratos rocosos de los márgenes de continentes separados son muy similares, sugiere que estas rocas se formaron de la misma manera, lo que implica que estaban unidas en un principio. Por ejemplo, partes de Escocia e Irlanda contienen rocas muy similares a las que se encuentran en Terranova y Nuevo Brunswick. Además, las Montañas Caledonianas de Europa y partes de los montes Apalaches de América del Norte son muy similares en estructura y litología.
Sin embargo, sus ideas no fueron tomadas en serio por muchos geólogos, quienes señalaron que no existía un mecanismo aparente para la deriva continental. En su tesis original, Wegener propuso que los continentes se desplazaban sobre el manto de la Tierra de la misma forma en que uno desplaza una alfombra sobre el piso de una habitación. Sin embargo, esto no es posible, debido a la enorme fuerza de fricción implicada, lo que motivó el rechazo de la explicación de Wegener, y la puesta en suspenso, como hipótesis interesante pero no probada, de la idea del desplazamiento continental hasta la aparición de la Tectónica de placas. Más concretamente, no vieron cómo la roca continental podría atravesar la roca mucho más densa que forma la corteza oceánica. Wegener no pudo explicar la fuerza que impulsó la deriva continental, y su reivindicación no llegó hasta después de su muerte en 1930.

### Continentes flotantes, paleomagnetismo y zonas sísmicas
Como se observó temprano que aunque existía granito en los continentes, el fondo marino parecía estar compuesto de basalto más denso, el concepto predominante durante la primera mitad del siglo XX fue que había dos tipos de corteza, denominada "sial" (corteza de tipo continental). y "sima" (corteza de tipo oceánico). Además, se suponía que había una capa estática de estratos debajo de los continentes. Por lo tanto, parecía evidente que una capa de basalto (sial) subyace a las rocas continentales.
Sin embargo, basándose en anomalías en la desviación de la plomada de los Andes en Perú, Pierre Bouguer había deducido que las montañas menos densas deben tener una proyección hacia abajo en la capa inferior más densa. El concepto de que las montañas tenían "raíces" fue confirmado por George B. Airy cien años después, durante un estudio de la gravitación del Himalaya, y los estudios sísmicos detectaron variaciones de densidad correspondientes. Por lo tanto, a mediados de la década de 1950 seguía sin resolverse la cuestión de si las raíces de las montañas estaban apretadas en el basalto circundante o flotaban sobre él como un iceberg.

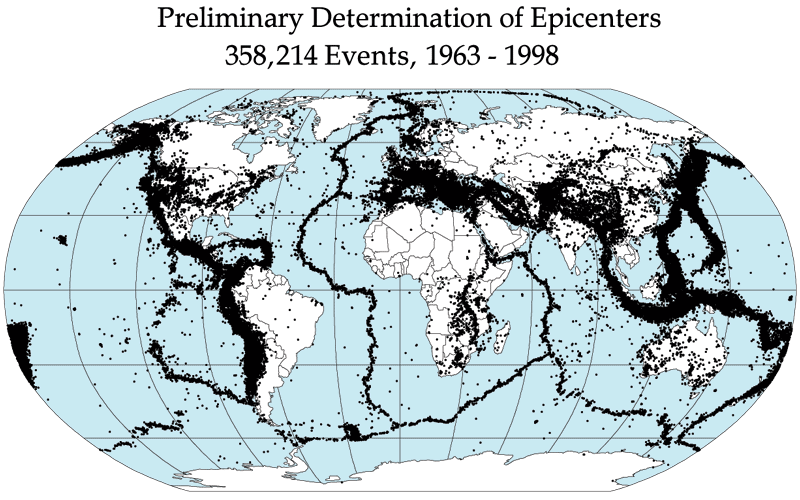
Epicentros de terremotos, 1963–1998. La mayoría de los terremotos tienen lugar en estrechos cinturones que coinciden con los límites entre placas.

Durante el siglo XX las mejoras y el mayor uso de instrumentos sísmicos como los sismógrafos permitieron a los científicos comprender que los terremotos tienden a concentrarse en áreas específicas, sobre todo a lo largo de las fosas oceánicas y las dorsales. A finales de la década de 1920 los sismólogos estaban comenzando a identificar varias zonas prominentes de terremotos paralelas a las fosas que normalmente se inclinaban entre 40 y 60° desde la horizontal y se extendían varios cientos de kilómetros hacia el interior de la Tierra. Estas zonas se conocieron más tarde como zonas de Wadati-Benioff, o simplemente zonas de Benioff, en honor a los sismólogos que las reconocieron por primera vez, Kiyoo Wadati de Japón y Hugo Benioff de Estados Unidos. El estudio de la sismicidad global avanzó enormemente en la década de 1960 con el establecimiento de la Red Mundial de Sismógrafos Estandarizados (WWSSN) para monitorizar el cumplimiento del tratado de 1963 que prohibía las pruebas aéreas de armas nucleares. Los datos muy mejorados de los instrumentos de WWSSN permitieron a los sismólogos mapear con precisión las zonas de concentración de terremotos en todo el mundo.
Mientras tanto, se desarrollaron debates en torno al fenómeno de la deriva polar. Desde los primeros debates sobre la deriva continental, los científicos habían discutido y utilizado evidencias de que la deriva polar había ocurrido porque los continentes parecían haberse movido a través de diferentes zonas climáticas durante el pasado. Además, los datos paleomagnéticos habían demostrado que el polo magnético también se había desplazado con el tiempo. Razonando de manera opuesta, los continentes podrían haberse movido y girado, mientras que el polo permanecía relativamente fijo. La primera vez que se utilizó la evidencia de la desviación polar magnética para respaldar los movimientos de los continentes fue en un artículo de Keith Runcorn en 1956, y artículos sucesivos de él y sus estudiantes Ted Irving (quien en realidad fue el primero en estar convencido del hecho de que el paleomagnetismo apoyaba la deriva continental) y Ken Creer.
A esto siguió inmediatamente un simposio en Tasmania en marzo de 1956. En este simposio, la evidencia se utilizó en la teoría de una expansión de la corteza global. En esta hipótesis, el desplazamiento de los continentes puede explicarse simplemente por un gran aumento en el tamaño de la Tierra desde su formación. Sin embargo, esto fue insatisfactorio porque sus partidarios no pudieron ofrecer un mecanismo convincente para producir una expansión significativa de la Tierra. Ciertamente, no hay evidencia de que la Luna se haya expandido en los últimos 3 000 millones de años; otros trabajos pronto mostrarían que la evidencia estaba igualmente a favor de la deriva continental en un globo con un radio estable.
Durante los años treinta hasta finales de los cincuenta, los trabajos de Vening-Meinesz, Holmes, Umbgrove y muchos otros delinearon conceptos que eran cercanos o casi idénticos a la teoría de la tectónica de placas moderna. En particular, el geólogo inglés Arthur Holmes propuso en 1920 que las uniones de placas podrían encontrarse debajo del mar, y en 1928 que las corrientes de convección dentro del manto podrían ser la fuerza impulsora. A menudo, estas contribuciones se olvidan porque:
- En ese momento no se aceptaba la deriva continental.
- Algunas de estas ideas se discutieron en el contexto de ideas fijistas abandonadas de un globo deformante sin deriva continental o una Tierra en expansión.
- Fueron publicadas durante un episodio de extrema inestabilidad política y económica que obstaculizó la comunicación científica.
- Muchas fueron publicadas por científicos europeos y al principio no se mencionaron o se les dio poco crédito en los artículos sobre la extensión del fondo marino publicados por los investigadores estadounidenses en la década de 1960.

### Expansión de la dorsal mediooceánica y convección

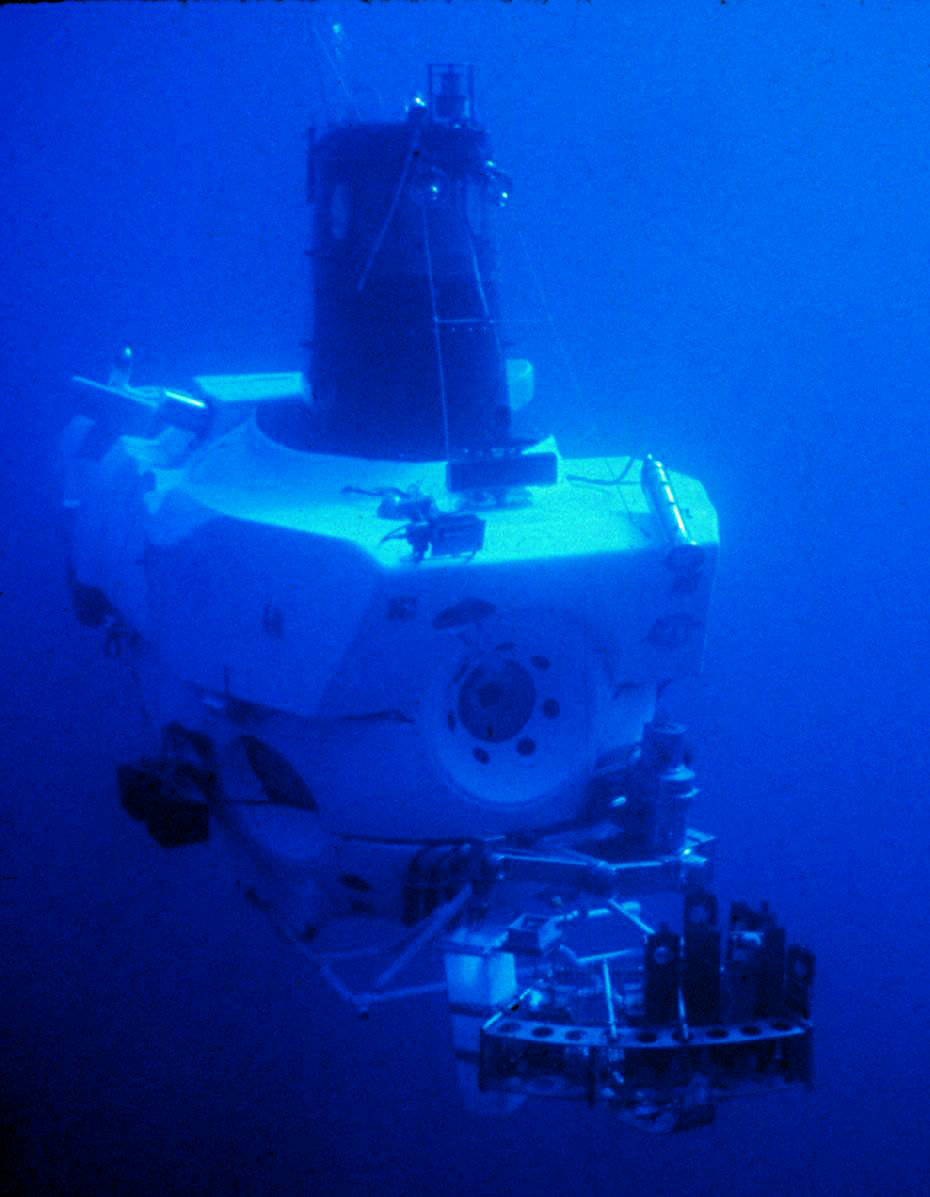
Sumergible Alvin, que participó en el proyecto FAMOUS de exploración de la dorsal mesoatlántica.

El primer mapa de los fondos oceánicos se consigue elaborar en 1956 gracias a los avances en las tecnologías del sónar. Se investigó el Océano Atlántico y se descubrió que:
- Había una cordillera submarina, a la que llamaron dorsal.
- Las rocas cercanas a los continentes eran más antiguas que las del centro.
- Los epicentros de los terremotos tenían lugar en la dorsal.
- Existían más de 6000 km de dorsales.

Por estas razones en 1960 Harry Hess y en 1961 Robert Dietz sugirieron que el suelo oceánico se expande. En 1963 esta hipótesis se comprobó cuando Vine y Matthews identificaron las líneas de magnetismo de distinta polaridad, es decir, que el campo magnético terrestre se invierte.
En 1974, dentro del proyecto internacional FAMOUS, un equipo de científicos de la Institución Oceanográfica de Woods Hole (EE. UU.) y del French Centre Oceanologique de Bretagne (Brest, Francia) utilizó buques de investigación en superficie, así como diverso instrumental avanzado que incluía magnetómetros, sonar y sismógrafos, además de dos sumergibles: el Alvin (EE. UU.) y el Archimède (Francia). Las investigaciones confirmaron la existencia de una elevación en el Océano Atlántico central y descubrieron que el fondo del lecho marino, debajo de la capa de sedimentos, consistía en basalto, no en granito, que es el componente principal de los continentes. También encontraron actividad volcánica y sísmica y que la corteza oceánica era mucho más delgada que la corteza continental. Todos estos nuevos hallazgos plantearon preguntas importantes e intrigantes.

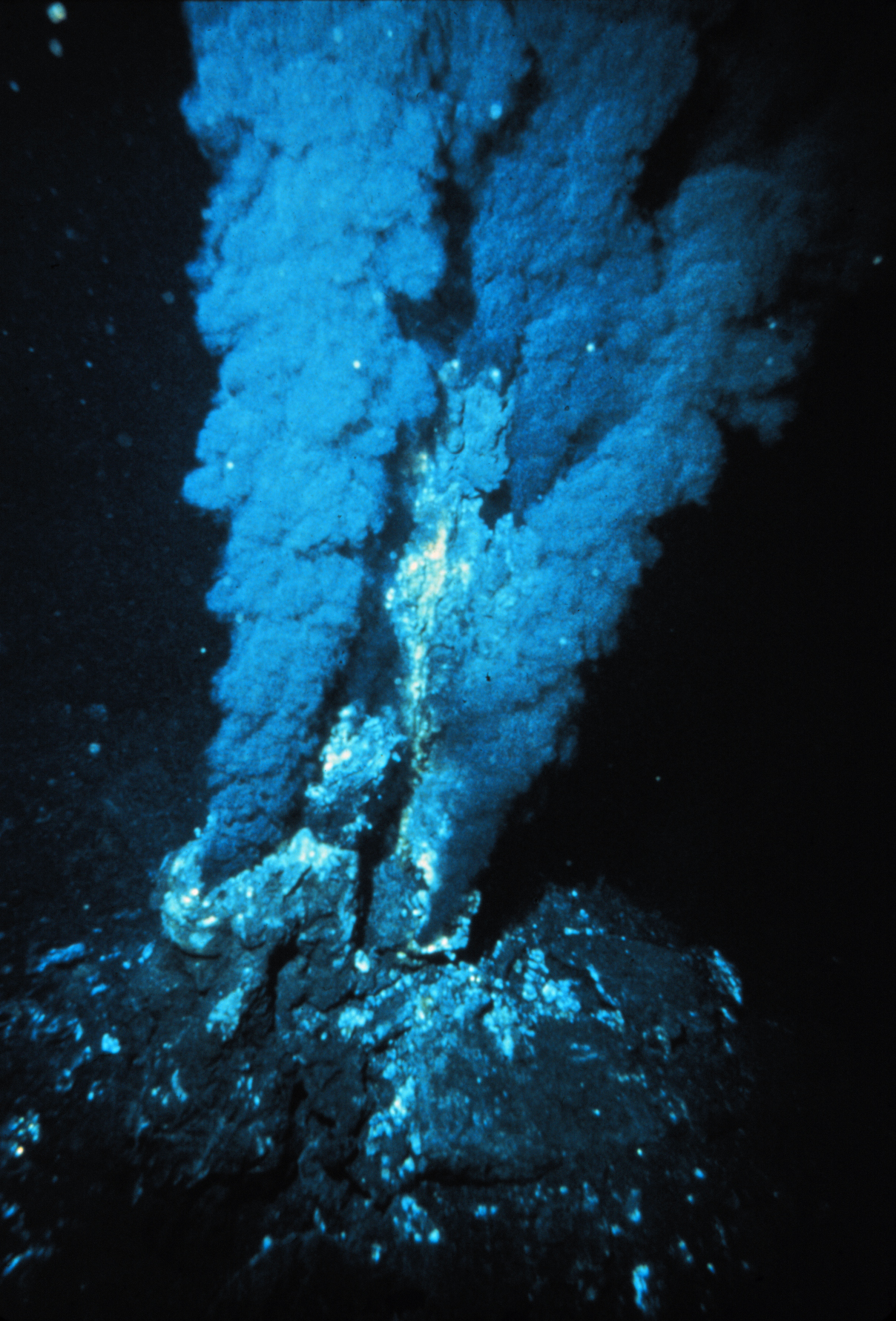
Las fuentes hidrotermales encontradas en las dorsales son consecuencia de una intensa actividad volcánica.

Los nuevos datos recopilados sobre las cuencas oceánicas también mostraron características particulares en cuanto a la batimetría. Uno de los principales resultados de estos conjuntos de datos fue que en todo el mundo se detectó un sistema de dorsales oceánicas. Una conclusión importante fue que a lo largo de este sistema se estaba creando un nuevo fondo oceánico, lo que llevó al concepto de la "Gran Grieta Global". Esto se describió en el artículo crucial de Bruce Heezen (1960) basado en su trabajo con Marie Tharp, que desencadenaría una verdadera revolución en el pensamiento. Una consecuencia profunda de la expansión del lecho marino es que se crea y se sigue creando una nueva corteza a lo largo de las dorsales oceánicas. Por lo tanto, Heezen defendió la supuesta hipótesis de la "Tierra en expansión" de S. Warren Carey (ver arriba). Entonces, todavía quedaba la pregunta: ¿cómo se puede agregar continuamente nueva corteza a lo largo de las dorsales oceánicas sin aumentar el tamaño de la Tierra? En realidad, esta cuestión ya había sido resuelta por numerosos científicos durante los años cuarenta y cincuenta, como Arthur Holmes, Vening-Meinesz, Coates y muchos otros: la corteza en exceso desaparece a lo largo de las llamadas fosas oceánicas, donde se produce el proceso conocido como subducción. Por lo tanto, cuando varios científicos a principios de la década de 1960 comenzaron a razonar sobre los datos que tenían a su disposición sobre el fondo del océano, las piezas de la teoría encajaron rápidamente.
La pregunta intrigó particularmente a Harry Hammond Hess, un geólogo de la Universidad de Princeton y contraalmirante de la Reserva Naval, y a Robert S. Dietz, un científico de la U.S. National Geodetic Survey, quien acuñó por primera vez el término expansión del fondo oceánico. Dietz y Hess (el primero publicó la misma idea un año antes en Nature, pero la prioridad pertenece a Hess, que ya había distribuido un manuscrito inédito de su artículo de 1962 en 1960) se encontraban entre el pequeño puñado que realmente entendió las amplias implicaciones de la expansión del fondo marino y cómo eventualmente estaría de acuerdo con las ideas, en ese momento poco convencionales y no aceptadas, de la deriva continental y los modelos elegantes y movilistas propuestos por investigadores anteriores como Holmes.
En el mismo año, Robert R. Coats del U.S. Geological Survey describió las principales características de la subducción del arco insular en las Islas Aleutianas. Su artículo, aunque poco conocido (e incluso ridiculizado) en ese momento, desde entonces ha sido llamado "seminal" y "profético". En realidad, muestra que el trabajo de científicos europeos sobre arcos de islas y cinturones montañosos realizado y publicado durante la década de 1930 hasta la década de 1950 fue aplicado y apreciado también en los Estados Unidos.

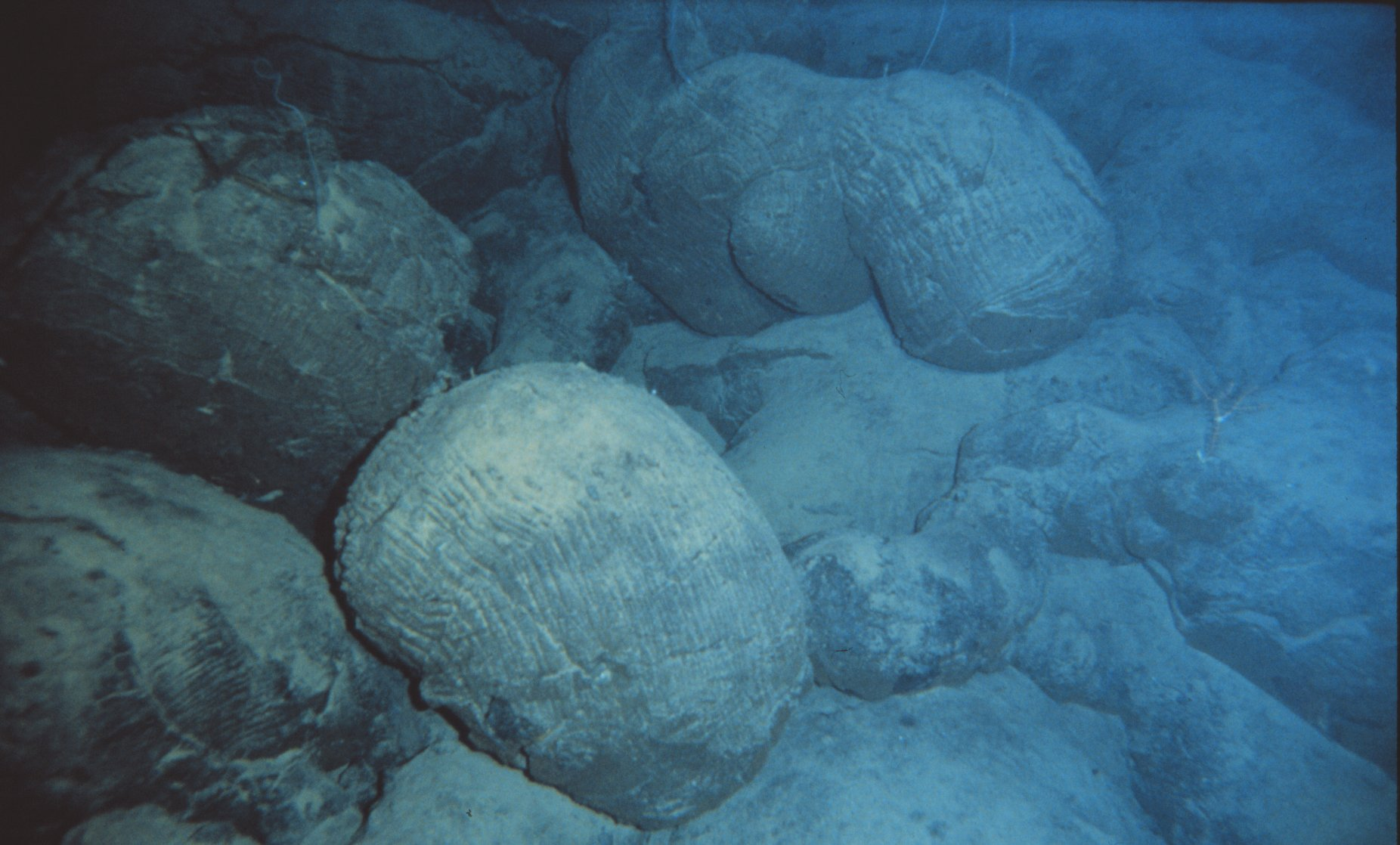
Lava almohadillada como la producida por la actividad volcánica en las dorsales, apenas cubierta por una fina capa de sedimentos, lo que indica su reciente formación.

Si la corteza terrestre se estaba expandiendo a lo largo de las dorsales oceánicas, razonaron Hess y Dietz como Holmes y otros antes que ellos, debe estar encogiéndose en otros lugares. Hess siguió a Heezen, sugiriendo que la nueva corteza oceánica se separa continuamente de las dorsales en un movimiento similar a una cinta transportadora. Y, utilizando los conceptos movilistas desarrollados anteriormente, concluyó correctamente que muchos millones de años después, la corteza oceánica finalmente desciende a lo largo de los márgenes continentales donde se forman fosas oceánicas (cañones estrechos y muy profundos), por ejemplo a lo largo del borde de la cuenca del Océano Pacífico. El paso importante que dio Hess fue que las corrientes de convección serían la fuerza impulsora en este proceso, llegando a las mismas conclusiones que Holmes había obtenido décadas antes con la única diferencia de que el adelgazamiento de la corteza oceánica se realizó utilizando el mecanismo de Heezen de propagación a lo largo de las dorsales. Por lo tanto, Hess concluyó que el Océano Atlántico se estaba expandiendo mientras que el Océano Pacífico se estaba reduciendo. A medida que la vieja corteza oceánica se "consume" en las fosas (al igual que Holmes y otros, pensó que esto se hacía mediante el engrosamiento de la litosfera continental, no, como se entiende ahora, por el enterramiento a una escala mayor de la propia corteza oceánica en el manto), nuevo magma se eleva y erupciona a lo largo de las dorsales que se extienden para formar una nueva corteza. En efecto, las cuencas oceánicas se están "reciclando" perpetuamente, con la creación de una nueva corteza y la destrucción de la antigua litosfera oceánica que ocurren simultáneamente. Por lo tanto, los nuevos conceptos movilistas explicaron claramente por qué la Tierra no se agranda con la expansión del fondo del mar, por qué hay tan poca acumulación de sedimentos en el fondo del océano y por qué las rocas oceánicas son mucho más jóvenes que las rocas continentales.

### Inversiones magnéticas y bandeado magnético
A partir de la década de 1950, científicos como Victor Vacquier, utilizando instrumentos magnéticos (magnetómetros) adaptados de dispositivos aéreos desarrollados durante la Segunda Guerra Mundial para detectar submarinos, comenzaron a reconocer extrañas variaciones magnéticas en el fondo del océano. Este hallazgo, aunque inesperado, no fue del todo sorprendente porque se sabía que el basalto, la roca volcánica rica en hierro que forma el fondo del océano, contiene un mineral fuertemente magnético (magnetita) y puede distorsionar localmente las lecturas de la brújula. Esta distorsión fue reconocida por los marineros islandeses ya a finales del siglo XVIII. Más importante aún, debido a que la presencia de magnetita le da al basalto propiedades magnéticas mensurables, estas variaciones magnéticas recién descubiertas proporcionaron otro medio para estudiar el fondo del océano profundo. Cuando la roca recién formada se enfriaba, tales materiales magnéticos registraron el campo magnético terrestre en ese momento.

Bandeado magnético del fondo marino. La dorsal es el eje de simetría de un patrón de bandas con polaridad alterna normal (color) e invertida (blanco)

A medida que se cartografió cada vez más el fondo marino durante la década de 1950, las variaciones magnéticas resultaron no ser ocurrencias aleatorias o aisladas, sino que revelaron patrones reconocibles. Cuando estos patrones magnéticos se mapearon en una amplia región, el fondo del océano mostró un patrón similar a una cebra: una franja con polaridad normal y la franja adyacente con polaridad invertida. El patrón general, definido por estas bandas alternas de roca polarizada normal e inversamente, se conoció como bandas magnéticas y fue publicado por Ron G. Mason y sus colaboradores en 1961, quienes no encontraron, sin embargo, una explicación para estos datos en términos de expansión del fondo marino, como Vine, Matthews y Morley unos años más tarde.
El descubrimiento de las bandas magnéticas requería una explicación. A principios de la década de 1960, científicos como Heezen, Hess y Dietz habían comenzado a teorizar que las dorsales oceánicas marcan zonas estructuralmente débiles donde el suelo oceánico se estaba partiendo en dos a lo largo de la cresta de la dorsal. El nuevo magma de las profundidades de la Tierra se eleva fácilmente a través de estas zonas débiles y finalmente erupciona a lo largo de la cresta de las dorsales para crear una nueva corteza oceánica. Este proceso, que en un principio se denominó "hipótesis de la cinta transportadora" y más tarde "expansión del fondo oceánico", opera durante muchos millones de años y continúa formando un nuevo fondo oceánico en todo el sistema de cordilleras oceánicas de 64.000 km de longitud.
Solo cuatro años después de que se publicaran los mapas con el "patrón de cebra" de bandas magnéticas, el vínculo entre la expansión del fondo oceánico y estos patrones fue establecido, correcta e independientemente, por Lawrence Morley, Fred Vine y Drummond Matthews, en 1963, conocida actualmente como la hipótesis de Vine-Matthews-Morley. Esta hipótesis vinculó estos patrones con reversiones geomagnéticas y fue apoyada por varias líneas de evidencia:

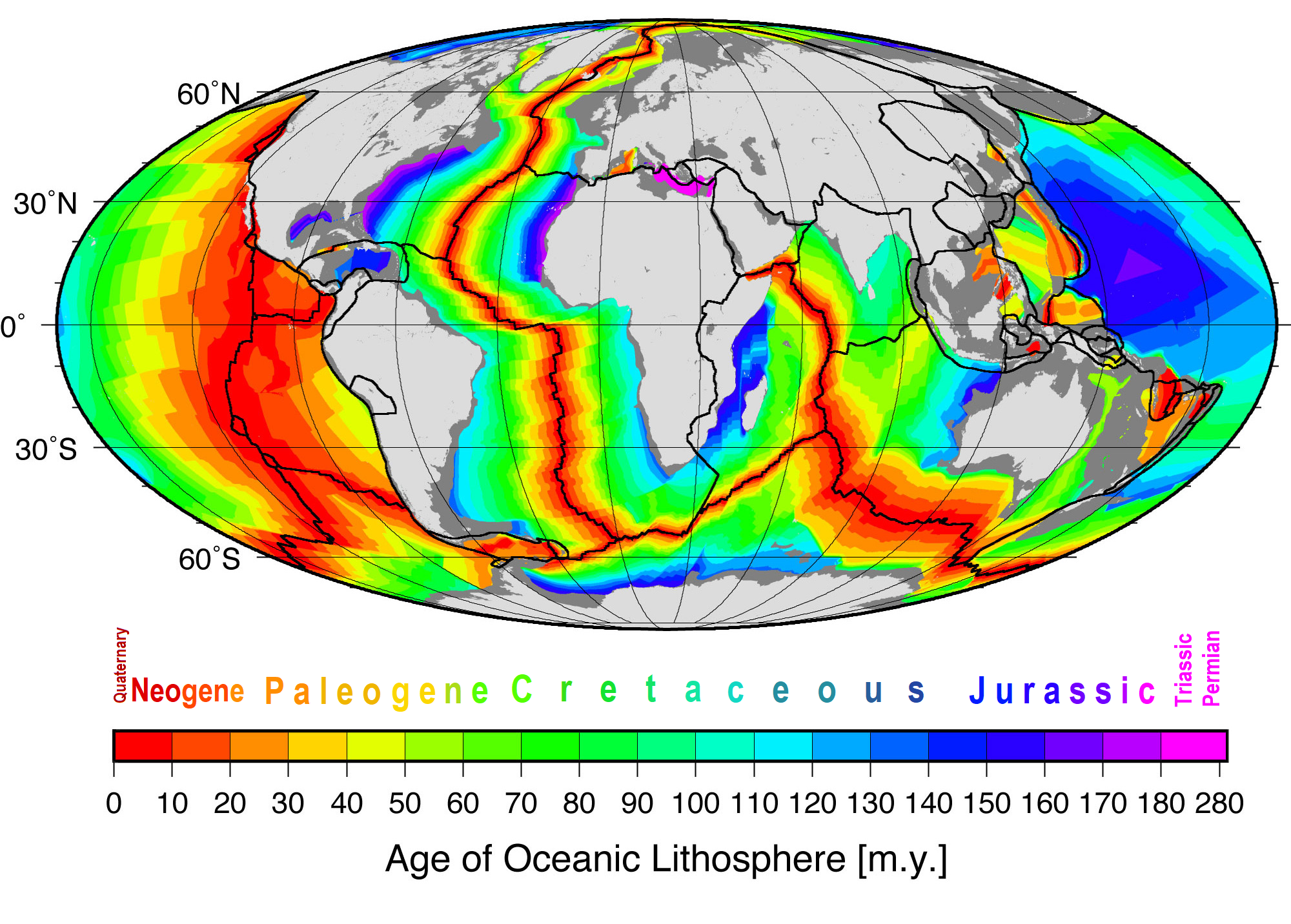
Edades de los basaltos del fondo oceánico. En rojo las rocas más jóvenes y en morado las más altiguas

1. las franjas son simétricas alrededor de las crestas de las dorsales oceánicas; en o cerca de la cresta de la dorsal, las rocas son muy jóvenes y envejecen progresivamente lejos de la cresta de la dorsal;
2. las rocas más jóvenes en la cresta de la dorsal siempre tienen la polaridad actual (normal);
3. franjas de roca paralelas a la cresta de la dorsal alternan en polaridad magnética (normal-invertida-normal, etc.), lo que sugiere que se formaron durante diferentes épocas que documentan los episodios normales y de inversión (ya conocidos de estudios independientes) del campo magnético de la Tierra.
4. En las dorsales no existen apenas sedimentos sino rocas volcánicas solidificadas, mientras que la cubierta sedimentaria va aumentando su grosor a ambos lados de la dorsal.[19]

Al explicar tanto las bandas magnéticas similares a las de una cebra como la construcción del sistema de cordilleras oceánicas, la hipótesis de expansión del fondo oceánico ganó rápidamente adeptos y representó otro avance importante en el desarrollo de la teoría de la tectónica de placas. Además, la corteza oceánica ahora llegó a ser apreciada como una "grabación en cinta" natural de la historia de las inversiones del campo geomagnético del de la Tierra. En la actualidad, se dedican extensos estudios a la calibración de los patrones de inversión normal en la corteza oceánica, por un lado, y escalas de tiempo conocidas derivadas de la datación de capas de basalto en secuencias sedimentarias (magnetoestratigrafía), por el otro, para llegar a estimaciones de las tasas de propagación pasadas y reconstrucciones de placas.

### La revolución de la tectónica de placas
Después de todas estas consideraciones, la tectónica de placas (o, como se llamó inicialmente "nueva tectónica global") fue rápidamente aceptada en el mundo científico, y siguieron numerosos artículos que definieron los conceptos implicados:

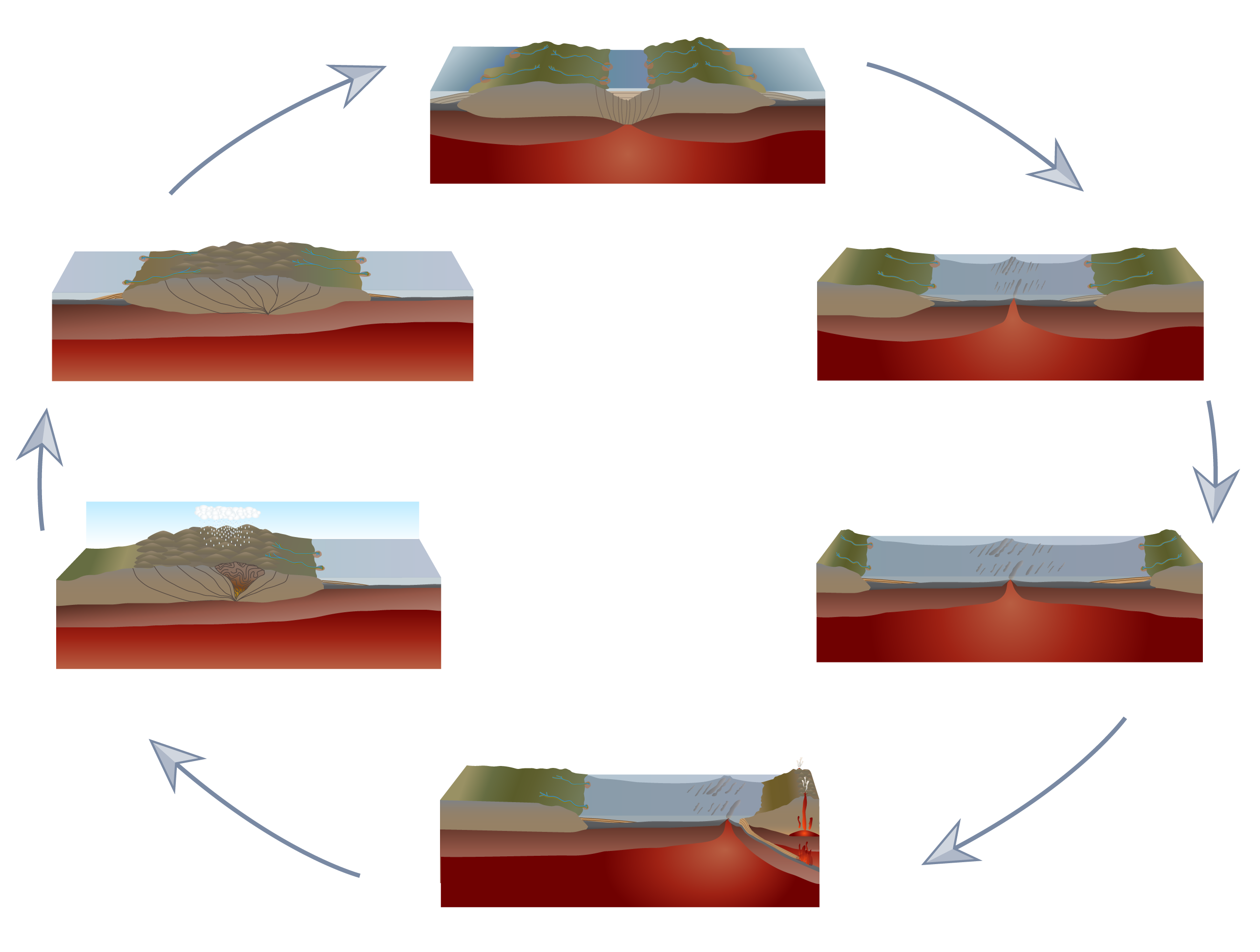
Ciclo de Wilson.

- En 1965, Tuzo Wilson, quien había sido un promotor de la hipótesis de la extensión del fondo marino y la deriva continental desde el principio, agregó el concepto de fallas transformantes al modelo, completando las clases de tipos de fallas necesarias para hacer que la movilidad de las placas funcionara a nivel global.[20]
- En 1965 se celebró en la Royal Society de Londres un simposio sobre deriva continental que debe considerarse como el inicio oficial de la aceptación de la tectónica de placas por parte de la comunidad científica, y cuyos resúmenes se publican como Blackett, Bullard & Runcorn (1965). En este simposio, Edward Bullard y sus colaboradores mostraron con un cálculo de computadora cómo los continentes a ambos lados del Atlántico encajarían mejor para cerrar el océano, lo que se conoció como el famoso "ajuste de Bullard".
- En 1966 Wilson publicó el artículo que se refería a reconstrucciones de placas tectónicas previas, introduciendo el concepto de lo que ahora se conoce como el "ciclo de Wilson".[21]
- En 1967, en la reunión de la Unión Americana de Geofísica, W. Jason Morgan propuso que la superficie de la Tierra consta de 12 placas rígidas que se mueven entre sí. Jason Morgan propuso también la existencia de plumas del manto para explicar los puntos calientes.[22]
- Dos meses después Xavier Le Pichon publicó un modelo completo basado en seis placas principales con sus movimientos relativos, lo que marcó la aceptación final por parte de la comunidad científica de la tectónica de placas.
- En el mismo año McKenzie y Parker presentaron de forma independiente un modelo similar al de Morgan usando traslaciones y rotaciones en una esfera para definir los movimientos de las placas.

La revolución de la tectónica de placas fue el cambio científico y cultural que se desarrolló a partir de la aceptación de la teoría de la tectónica de placas y supuso un cambio de paradigma y una revolución científica que transformó la geología.

## Límites de placas
Son los bordes de una placa y es ahí donde se presenta la mayor actividad tectónica (sismos, formación de montañas, actividad volcánica), ya que es donde se produce la interacción entre placas. Hay tres clases de límite:
- Divergentes: son límites en los que las placas se separan unas de otras y, por lo tanto, emerge magma desde regiones más profundas (por ejemplo, la dorsal mesoatlántica formada por la separación de las placas de Eurasia y Norteamérica y las de África y Sudamérica).
- Convergentes: son límites en los que una placa choca contra otra, formando una zona de subducción (la placa oceánica se hunde bajo la placa continental) o un cinturón orogénico (si las placas chocan y se comprimen). Son también conocidos como "bordes activos".
- Transformantes: son límites donde los bordes de las placas se deslizan una con respecto a la otra a lo largo de una falla de transformación.

En determinadas circunstancias se forman zonas de límite o borde, donde se unen tres o más placas formando una combinación de los tres tipos de límites.

### Límite divergente o constructivo: las dorsales

Dorsal oceánica.

Son las zonas de la litosfera en que se forma nueva corteza oceánica y en las cuales se separan las placas. En los límites divergentes, las placas se alejan y el vacío que resulta de esta separación es rellenado por material de la corteza, que surge del magma de las capas inferiores. Se cree que el surgimiento de bordes divergentes en las uniones de tres placas está relacionado con la formación de puntos calientes. En estos casos se junta material de la astenosfera cerca de la superficie y la energía cinética es suficiente para hacer pedazos la litosfera. El punto caliente que originó la dorsal mesoatlántica se encuentra actualmente debajo de Islandia, y el material nuevo ensancha la isla algunos centímetros cada siglo.
Un ejemplo típico de este tipo de límite son las dorsales oceánicas, como la dorsal mesoatlántica entre otras, y en el continente las grietas, como el Gran Valle del Rift.

### Límite convergente o destructivo

La placa oceánica se hunde por debajo de la placa continental.

Las características de los bordes convergentes dependen del tipo de litosfera de las placas que chocan. Con frecuencia las placas no se deslizan en forma continua; sino que se acumula tensión en ambas placas hasta llegar a un nivel de energía acumulada que sobrepasa el necesario para producir el deslizamiento brusco de la placa marina. La energía potencial acumulada es liberada como presión o movimiento; debido a la titánica cantidad de energía almacenada, estos movimientos ocasionan terremotos, de mayor o menor intensidad. Los puntos de mayor actividad sísmica suelen asociarse con este tipo de límites de placas.
- Cuando una placa oceánica (más densa) choca contra una continental (menos densa) la placa oceánica es empujada debajo, formando una zona de subducción. En la superficie, la modificación topográfica consiste en una fosa oceánica en el agua y un grupo de montañas en tierra. En los Andes centrales, la interacción de la placa de Nazca con la placa sudamericana ha dado lugar a la formación del Oroclinal de Bolivia, una curvatura que refleja la intensa actividad tectónica en esta región.[24]
- Cuando dos placas continentales colisionan (colisión continental), se forman extensas cordilleras formando un borde de obducción. La cadena del Himalaya es el resultado de la colisión entre la placa Indoaustraliana y la placa Euroasiática.
- Cuando dos placas oceánicas chocan, el resultado es un arco de islas (por ejemplo, Japón).

### Límite transformante, conservativo o neutro

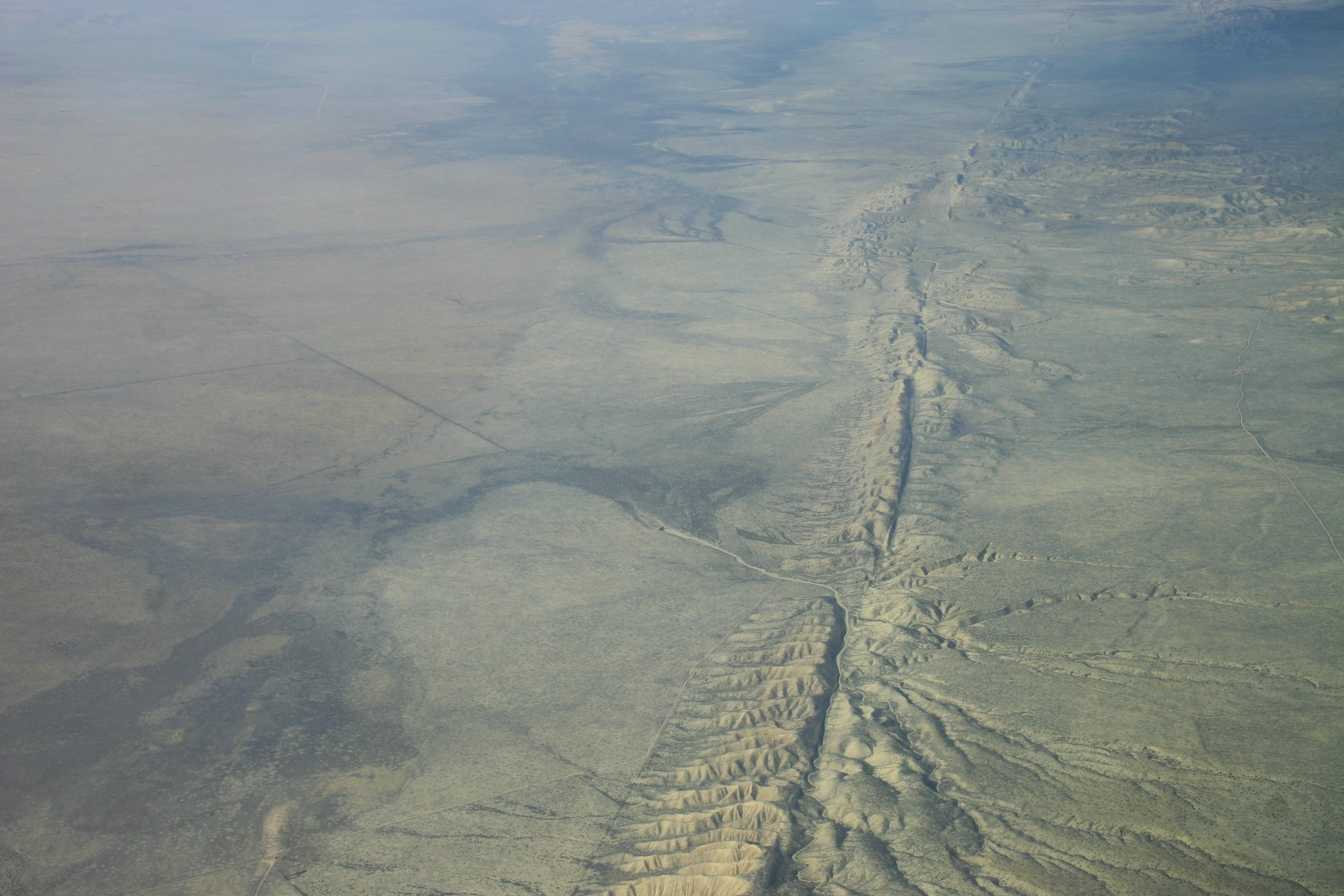
Falla de San Andrés.

El movimiento de las placas a lo largo de las fallas de transformación puede causar considerables cambios en la superficie, lo que es particularmente significativo cuando esto sucede en las proximidades de un asentamiento humano. Debido a la fricción, las placas no se deslizan en forma continua, sino que se acumula tensión en ambas placas hasta llegar a un nivel de energía acumulada que sobrepasa el necesario para producir el movimiento. La energía potencial acumulada es liberada como presión o movimiento en la falla. Debido a la gran cantidad de energía almacenada, estos movimientos ocasionan terremotos de mayor o menor intensidad.
Un ejemplo de este tipo de límite es la falla de San Andrés, ubicada en el oeste de Norteamérica, que es parte del sistema de fallas producto del roce entre la placa Norteamericana y la del Pacífico.

## Medición de la velocidad de las placas tectónicas
La medición actual de la velocidad de las placas tectónicas se realiza mediante medidas precisas de GPS.
La velocidad antigua de las placas se obtiene mediante la restitución de cortes geológicos (en corteza continental) o mediante la medida de la posición de las inversiones del campo magnético terrestre registradas en el fondo oceánico.